# جوردن شرودر
جوردن شرودر (بالإنجليزية: Jordan Schroeder)‏ هو لاعب هوكي الجليد أمريكي، ولد في 29 سبتمبر 1990 في بريور ليك في الولايات المتحدة.

## وصلات خارجية
- جوردن شرودر على موقع دوري الهوكي الوطني (الإنجليزية)
- جوردن شرودر على موقع EliteProspects.com (الإنجليزية)
- جوردن شرودر على موقع Eurohockey.com (الإنجليزية)
- جوردن شرودر على موقع HockeyDB.com (الإنجليزية)
- جوردن شرودر على موقع Hockey-Reference.com (الإنجليزية)